# Egebergs Ærespris
L'Egebergs Ærespris (premio onorario di Egeberg) è un premio dato agli atleti norvegesi che eccellono in più di uno sport. Il premio fu creato da Ferdinand Julian Egeberg, e consiste in una statuetta di bronzo modellata dallo scultore Magnus Vigrestad.

## Storia
Nel 1917 una donazione di 10.000 kr fu fatta dal ciambellano Ferdinand Julian Egeberg al comitato olimpico norvegese. La sua donazione permise la creazione del premio Kabinetskammerherre Egebergs ærespris for alsidig idrett. Le statuette per l'onorificenza furono ideate il 10 febbraio 1920. Il capitale di base non fu toccato, mentre i fondi degli interessi saranno poi usati per premiare uno sportivo che, negli ultimi due anni, ha eccelso in uno sport e dimostrato di avere le capacità in un secondo sport. Il premio è una statuetta di bronzo modellata dallo scultore Magnus Vigrestad, che ha vinto l'appalto per il design. Il premio era considerato come più valoroso della norvegia. Oggi il premio è dato dal comitato olimpico norvegese agli atleti che eccellono in uno o più sport nazionalmente e in uno solo internazionalmente. Il primo vincitore dell'onorificenza è stato lo sciatore e calciatore Gunnar Andersen, nel 1918. La prima vincitrice del premio fu Laila Schou Nilsen, che l'ha ricevuto nel 1936 per le sue qualità nello sci, tennis e pattinaggio di velocità sul ghiaccio. Nel 1983 Cato Zahl Pedersen vinse il premio per sport paraolimpici.

## Vincitori
Il premio è stato dato ai seguenti atleti:
- Gunnar Andersen (1918) - calcio e salto con gli sci
- Helge Løvland (1919) - atletica leggera e ginnastica
- Harald Strøm (1921) - pattinaggio di velocità sul ghiaccio e calcio
- Ole Reistad (1922) - sci di fondo e atletica leggera
- Johan Støa (1926) - sci di fondo e atletica leggera
- Bernt Evensen (1928) - pattinaggio di velocità sul ghiaccio e ciclismo
- Armand Carlsen (1929) - pattinaggio di velocità sul ghiaccio e ciclismo
- Reidar Jørgensen (1929) - sci di fondo e atletica leggera
- Fritjof Bergheim (1931)- ginnastica e atletica leggera
- Otto Berg (1934) - ginnastica e atletica leggera
- Bjarne Bryntesen (1935) - sci di fondo e atletica leggera
- Laila Schou Nilsen (1936) - sci di fondo, pattinaggio di velocità sul ghiaccio e tennis
- Johan Haanes (1937) - tennis e sci di fondo
- Henry Johansen (1938) - sci di fondo e calcio
- Arne Larsen (1939) - sci di fondo e atletica leggera
- Godtfred Holmvang (1946) - atletica e sci alpino
- Sverre Farstad (1947) - pattinaggio di velocità sul ghiaccio e sollevamento pesi
- Martin Stokken (1949) - sci di fondo e atletica leggera
- Egil Lærum (1950) - sci di fondo e calcio
- Hjalmar Andersen (1951) - pattinaggio di velocità sul ghiaccio e ciclismo
- Hallgeir Brenden (1952) - sci di fondo e atletica leggera
- Roald Aas (1956) - pattinaggio di velocità sul ghiaccio e ciclismo
- Reidar Andreassen (1960) - sci di fondo e atletica leggera
- Arne Bakker (1961) - calcio e bandy
- Magnar Lundemo (1962) - sci di fondo e atletica leggera
- Ole Ellefsæter (1965) - sci di fondo e atletica leggera
- Fred Anton Maier (1967) - pattinaggio di velocità sul ghiaccio e ciclismo
- Frithjof Prydz (1969) - tennis e salto con gli sci
- Bjørn Wirkola (1971) - calcio e salto con gli sci
- Ivar Formo (1973) - sci di fondo e orientamento
- Eystein Weltzien (1975) - orientamento e sci di fondo
- Bjørg Eva Jensen (1980) - pattinaggio di velocità sul ghiaccio e ciclismo
- Cato Zahl Pedersen (1981) - sport paralimpici
- Oddvar Brå (1987) - sci di fondo e atletica leggera
- Ragnhild Bratberg (1988) - sci di fondo e orientamento
- Grete Ingeborg Nykkelmo (1990) – sci di fondo e biathlon
- Birger Ruud (1991) – salto con gli sci e sci alpino
- Ingrid Kristiansen (1992) - atletica leggera e sci di fondo
- Anita Andreassen (1996) - mushing, ciclismo e sci di fondo
- Anette Bøe (2000) - sci di fondo, triathlon, mountainbiking e hockey sul ghiaccio
- Anders Aukland (2001) — sci di fondo, triathlon, corsa con cani da slitta e atletica leggera
- Ole Einar Bjørndalen (2002) - biathlon e sci di fondo
- Hilde Gjermundshaug Pedersen (2002) - sci orientamento e sci di fondo
- Trond Einar Elden (2004) – combinata nordica, sci di fondo e atletica leggera
- Stein Johnson (2005) – allenatore multisportivo
- Lars Berger (2006) - biathlon e sci di fondo
- Frode Andresen (2009) - biathlon e sci di fondo
- Helge Bjørnstad (2009) - hockey su slittino e nuoto (paralimpico)
- Jens Arne Svartedal (2010) - sci di fondo e duathlon
- Kristin Størmer Steira (2011) - sci di fondo e atletica leggera
- Odd-Bjørn Hjelmeset (2012) - sci di fondo e atletica leggera
- Mariann Vestbøstad Marthinsen (2013) - sci su slittino e nuoto
- Astrid Uhrenholdt Jacobsen (2015) - sci di fondo e atletica leggera
- Nils Erik Ulset (2018) - biathlon e sci di fondo paralimpici
- Birgit Skarstein (2019) - canottaggio e sci di fondo
- Therese Johaug (2020) - sci di fondo